# Poa yaganica
Poa yaganica là một loài cỏ trong họ hòa thảo, thuộc chi poa.